# Chardonnay

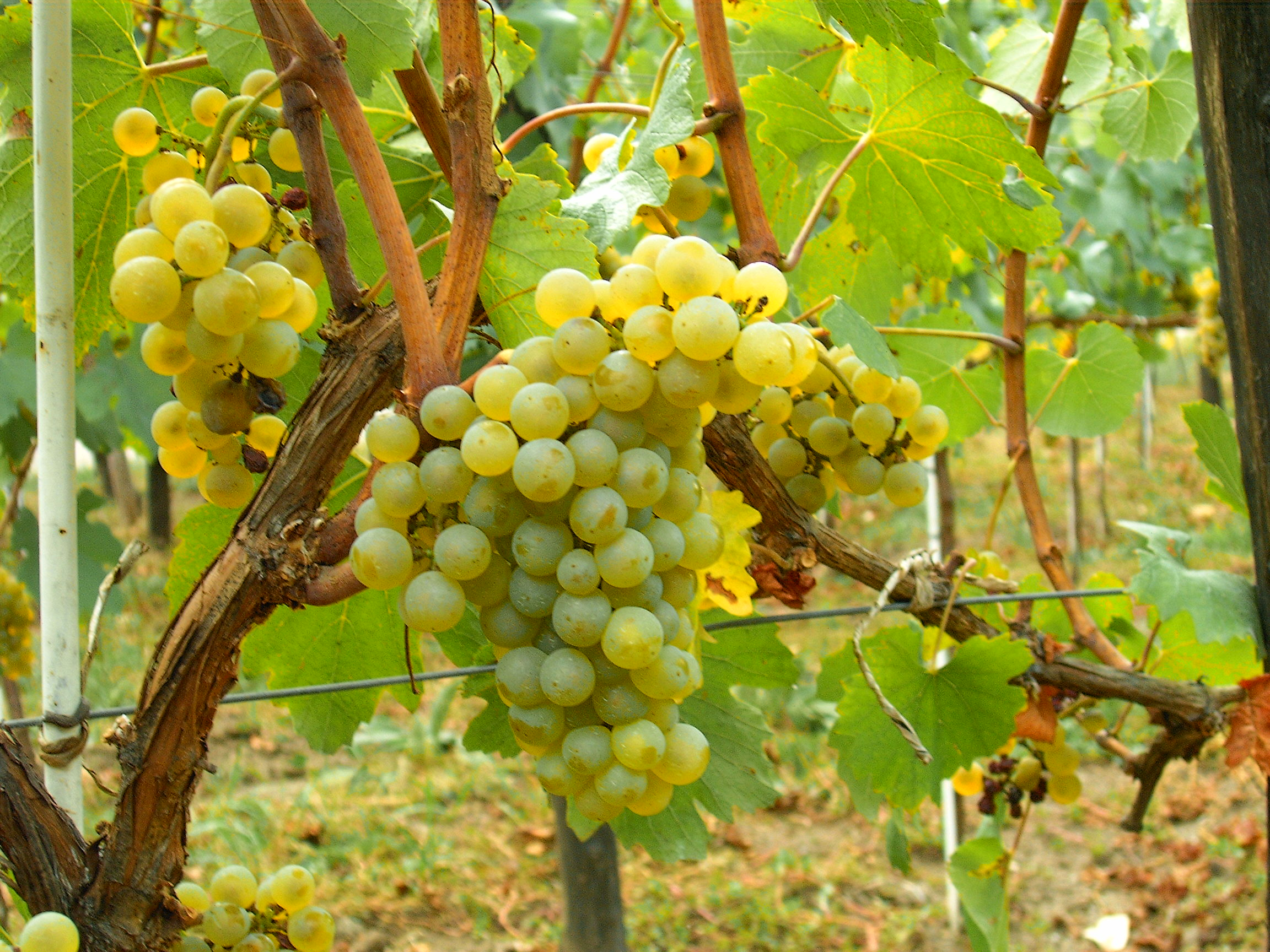
Strugure Chardonnay din Moldova

Chardonnay este un soi de struguri și un vin obținut din struguri albi.
În România. Chardonnay sec este un vin elegant, cu o aromă florală distinctă și se recomandă a fi servit rece alături de preparate din pește, crustacee sau specialități din fructe de mare. Vinul este catifelat, suav, tandru, cu aromă ce o amintește pe cea a fânului de curând cosit. Chardonnay unul din cele trei varietăți de struguri folosite cel mai des în producerea șampaniei, alături de Pinot Noir și Pinot Meunier.

## Istorie

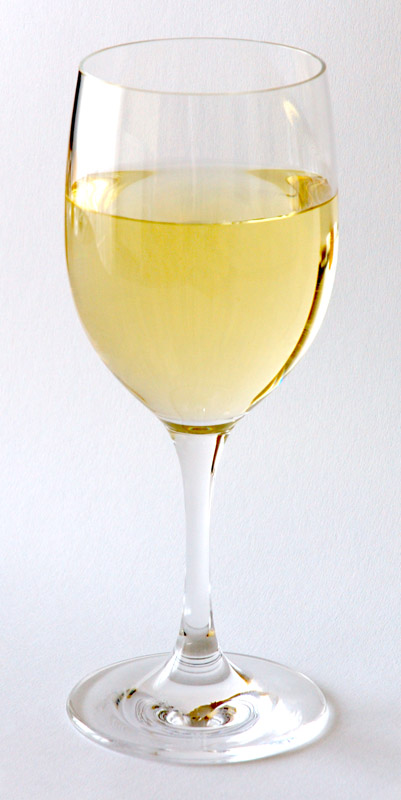
Vin alb

Denumirea soiului Chardonnay vine de la comuna franceză Chardonnay departamentul Saône-et-Loire din Burgundia, unde de secole se strâng roade bogate.
Soiul a pătruns în sortimentul românesc în perioada postfiloxerică. Se cultivă cu cele mai bune rezultate pe solurile calcaroase din podgoria Recas și Purcari, Republica Moldova, dar merită să fie extins în mai multe regiuni, mai ales în Muntenia și Oltenia. Se bucură de o foarte bună apreciere vinurile seci de Chardonnay, caracterizate prin finete și aromă discretă. În condițiile speciale ale podgoriei Murfatlar, din soiul Chardonnay se obțin vinuri demidulci și dulci cu însușiri complexe de aromă și buchet, ce evoluează bine prin învechire la sticle.
Analiza modernă a amprentei ADN, efectuată la Universitatea Davis din California, arată că Chardonnay este rezultatul unei încrucișări între soiurile de struguri Pinot Blanc și Gouais blanc. Se crede că romanii au adus Gouais blanc din Balcani  și fiind  cultivați pe scară largă de către țăranii din estul Franței alături  de strugurii aristocratici francezi Pinot Blanc s-a creat posibilitatea de încrucișare a acestor struguri. Având în vedere că cei doi părinți s-au îndepărtat genetic, au apărut o serie de hibrizi carea au fost selectați  pentru înmulțire în continuare. Această încrucișare "de succes" pe lângă Chardonnay a mai adus și fratele său Aligote și alte soiuri.